# 스트라이드 뱅크 센터
스트라이드 뱅크 센터는 오클라호마주 이니드 시내에 있는 경기장이다.

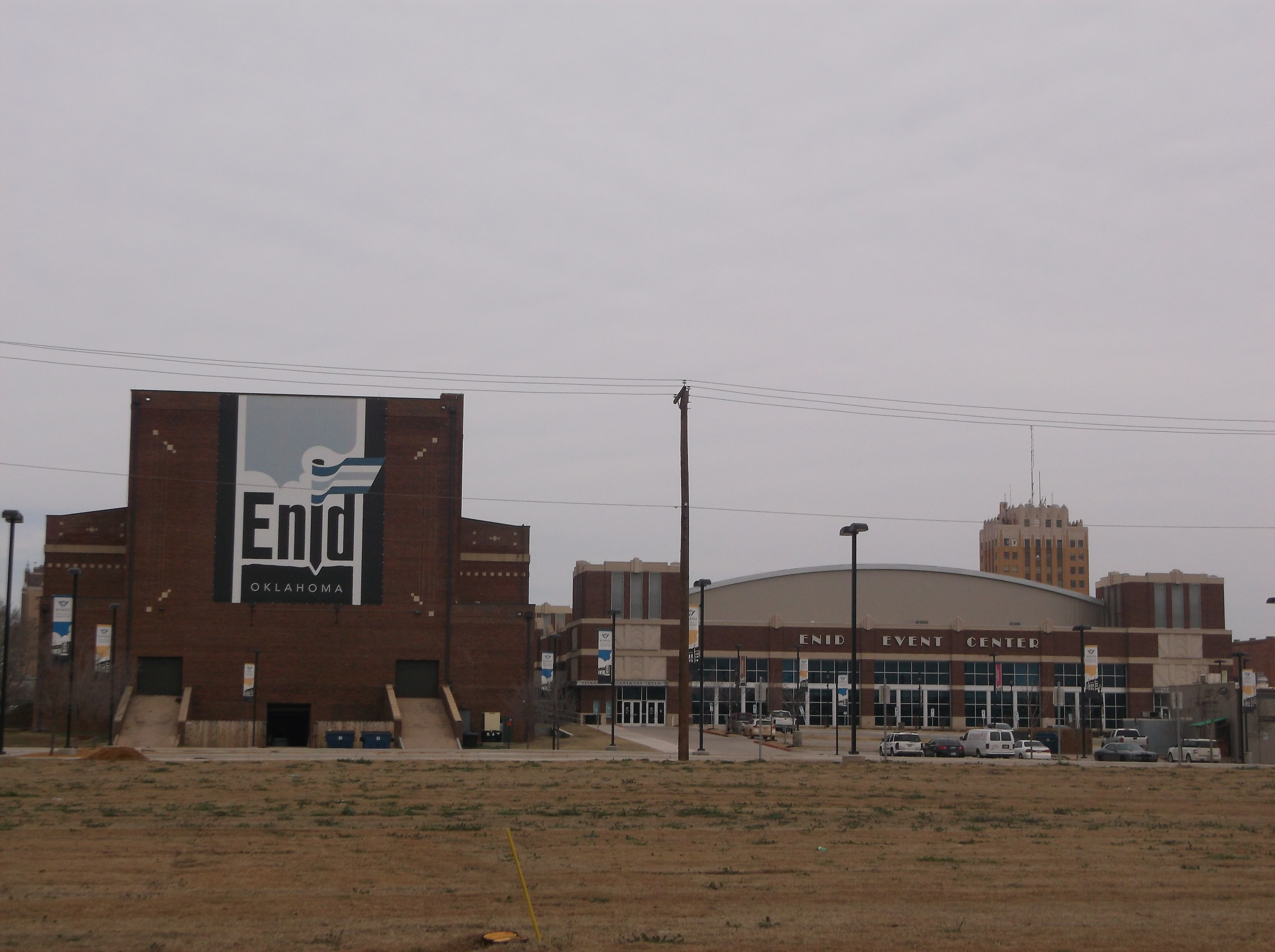
2015년경 이니드 이벤트 센터

경기장 건설은 2011년 5월에 시작되었다. 경기장은 2013년 6월 15일 그레이터 이니드 상공회의소 비즈니스 엑스포와 함께 문을 열었다. 건물은 수렴 설계에 의해 설계되었고 에니드 르네상스 프로젝트의 일부로 키 구성에 의해 건설되었다. 이 프로젝트는 컨벤션 홀 리노베이션과 도심 지역에 1,100개의 추가 주차 공간을 포함하는 2,400만 달러 프로젝트이다. 이전 제로니모 자동차회사 건물은 주차 숙박 시설을 위해 철거된 몇 안되는 건물들 중 하나였다.

### 이름 변경
- 이니드 이벤트 센터 및 컨벤션 홀 (2013년 6월 15일 — 2016년 6월 13일)[5]
- 중앙 은행 센터 (2016년 6월 14일 — 2019년 3월 21일)[6]
- 스트라이드 뱅크 센터 (2019년 3월 22일 — 현재)[7]